# ساختمان سلفریجز، بیرمنگام
ساختمان سلفریجز (به انگلیسی: Selfridges Building) ساختمان اداری تجاری‌ای است در شهر بیرمنگام، انگلستان واقع شده‌است. این ساختمان یک ساختمان شاخص در شهر بیرمنگام است که دفتر اداری تجاری سلفریجز در آن واقع شده‌است. این ساختمان در سال ۲۰۰۳ به مبلغ ۶۰ میلیون پوند ساخته شد.

## خصوصیات ساختمان
فرم این ساختمان را یان کاپلیکی طراحی کرده‌است. این بنا دارای دو پوستهٔ داخلی و خارجی است که پوستهٔ خارجی آن از ۱۵،۰۰۰ صفحهٔ دیسک آلومینیومی تشکیل شده است و بازشوهای درون این پوسته به حداقل کاهش یافته‌اند و در میان پوستهٔ داخلی فروشگاه‌ها واقع‌شده‌اند.

## ایده طراحی
این ساختمان جزو ساختمان‌های بیونیک محسوب می‌گردد و پوسته خارجی این ساختمان شبیه چشم مگس یا به پوست خزندگان شباهت دارد.

## جایزه‌ها
- RIBA Award for Architecture 2004
- Concrete Society Awards, Overall Winner 2004
- Structural Steel Awards 2004
- Royal Fine Art Commission Trust, Retail Innovation 2004
- Institution of Civil Engineers, Project Award Winner 2004
- Civic Trust Award 2004
- Retail Week Awards, Retail Destination of the Year 2004

## نگارخانه

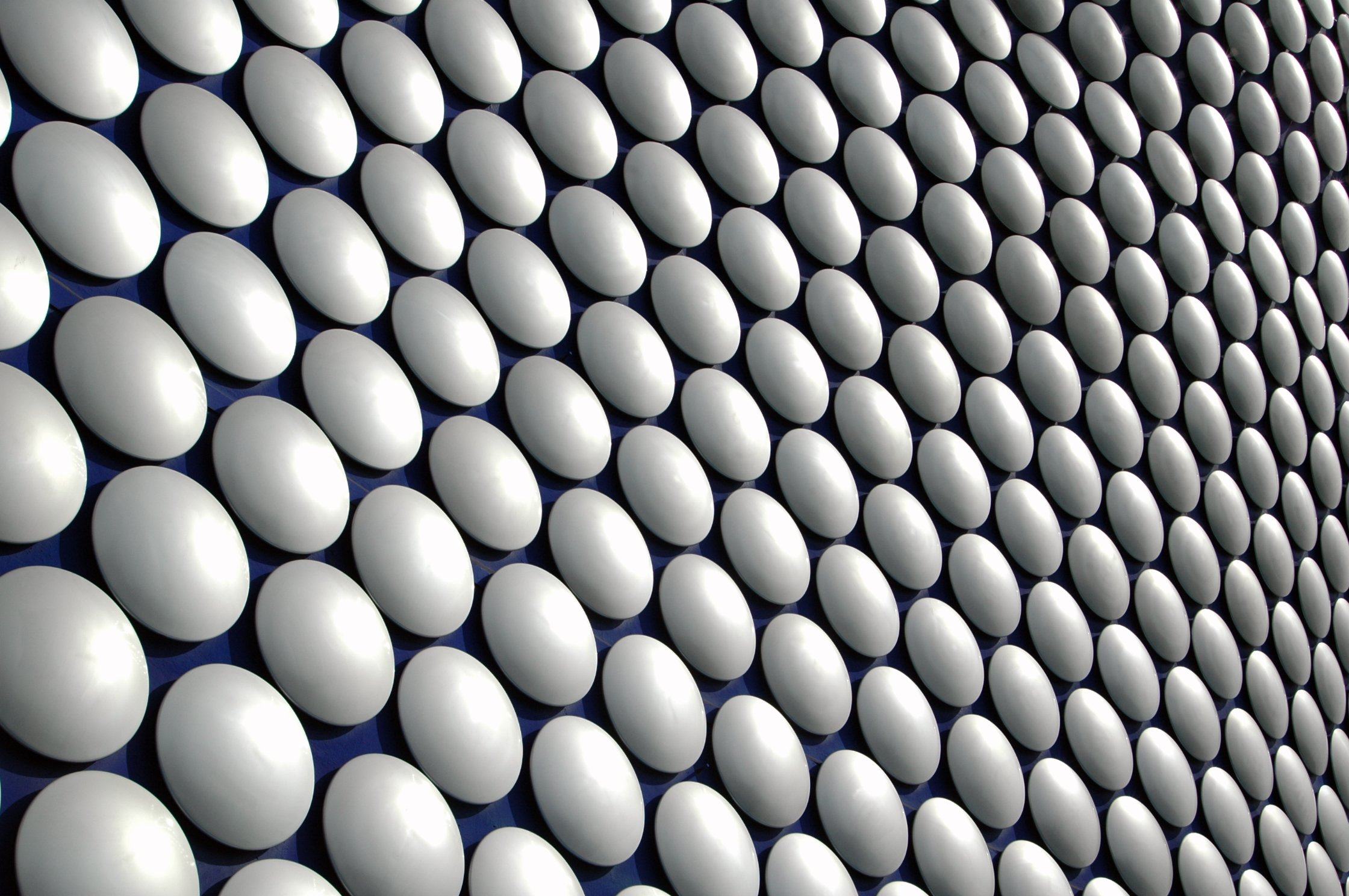
جزئیات دیسک‌های آلومینیومی نما
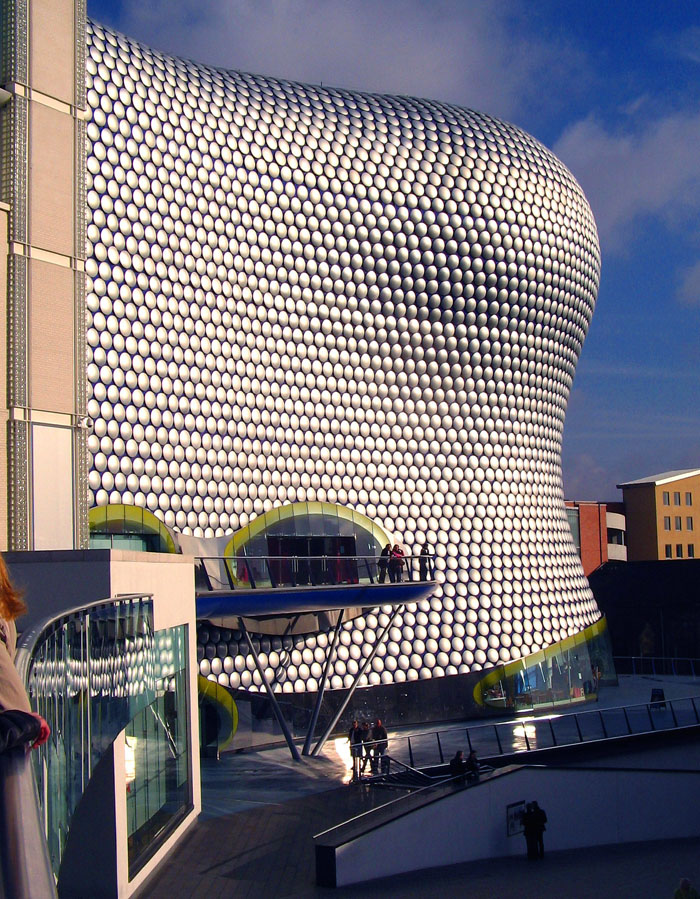
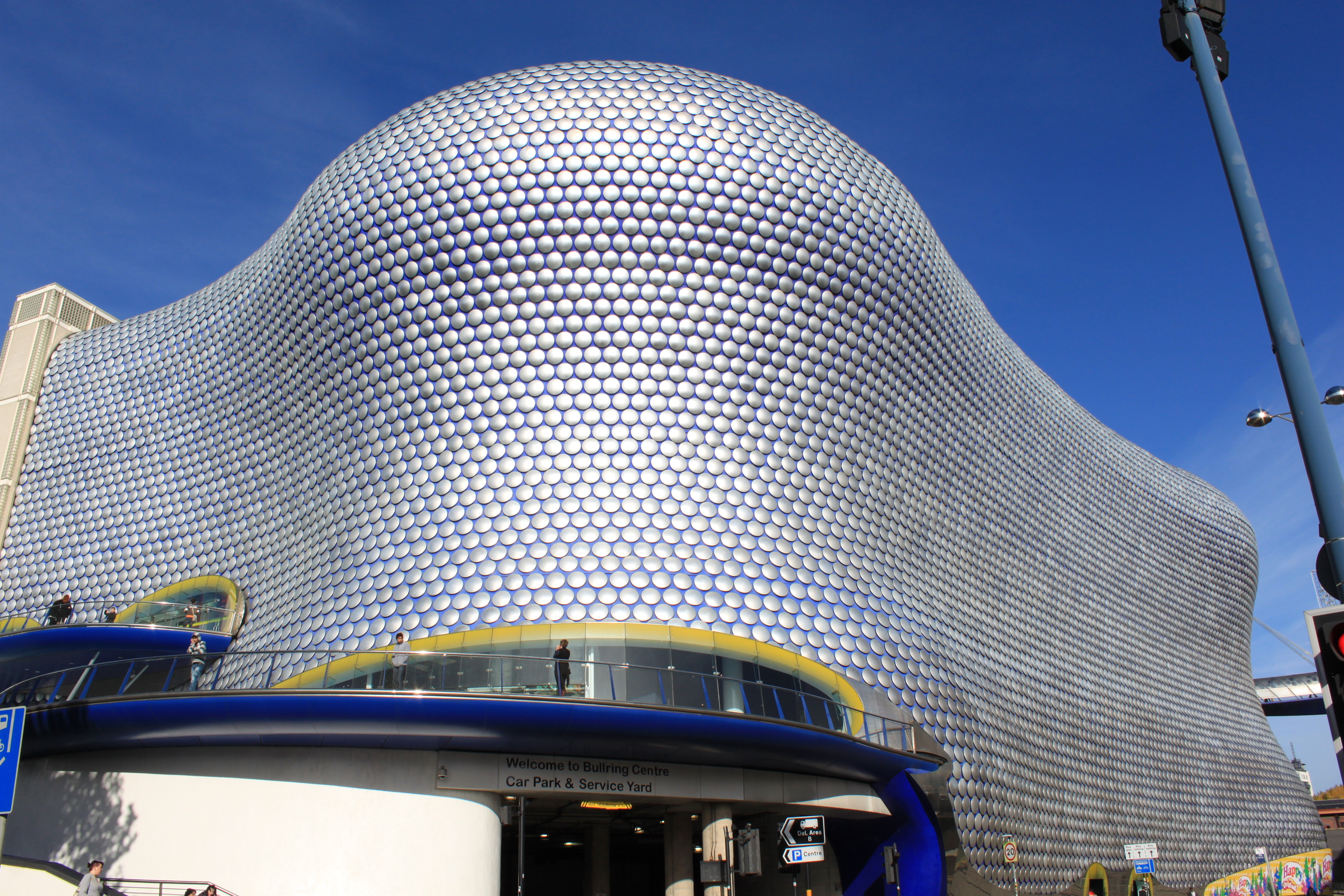
نمایی از جاده کناری
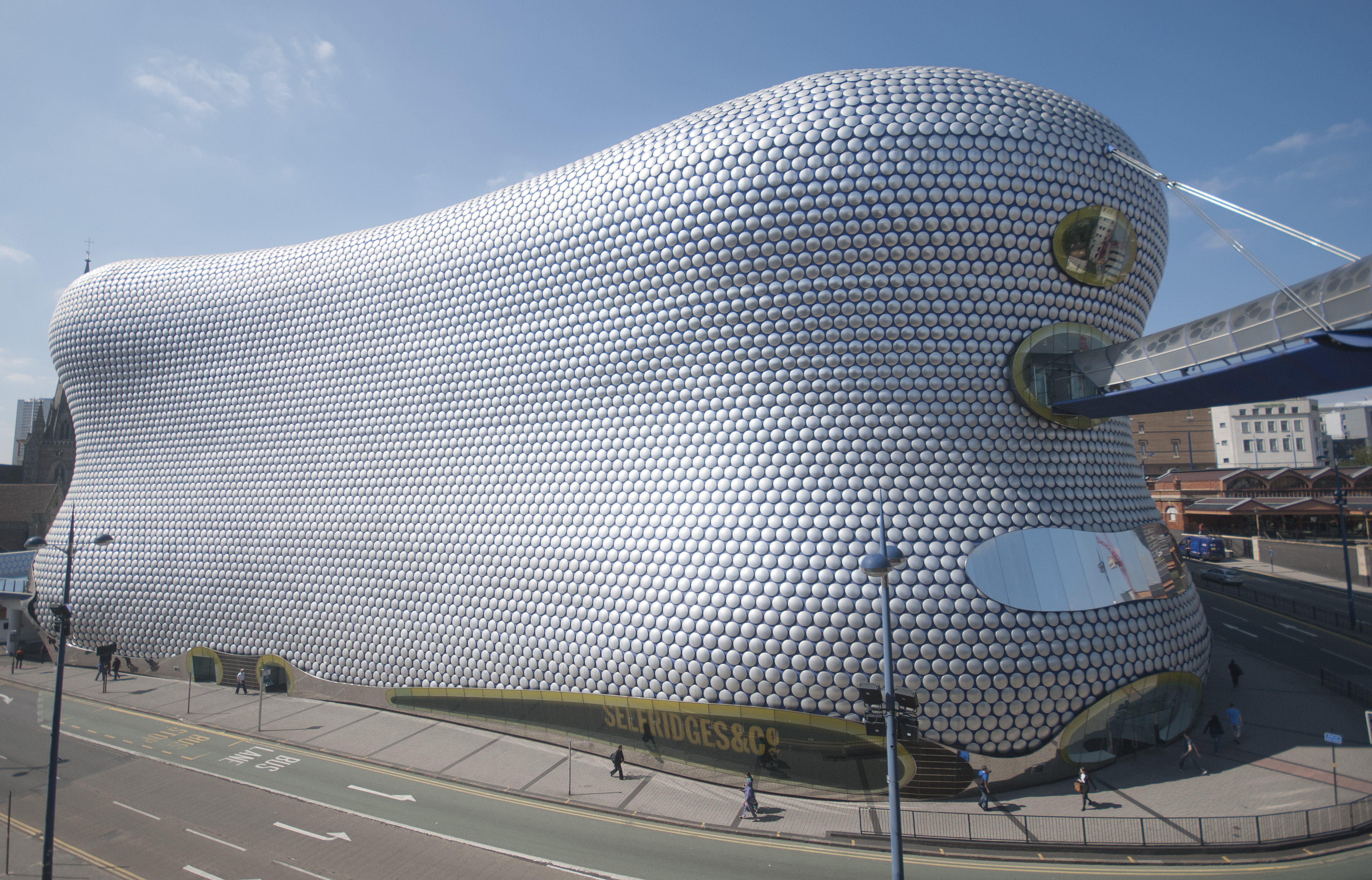
نما از پارکینگ ماشین
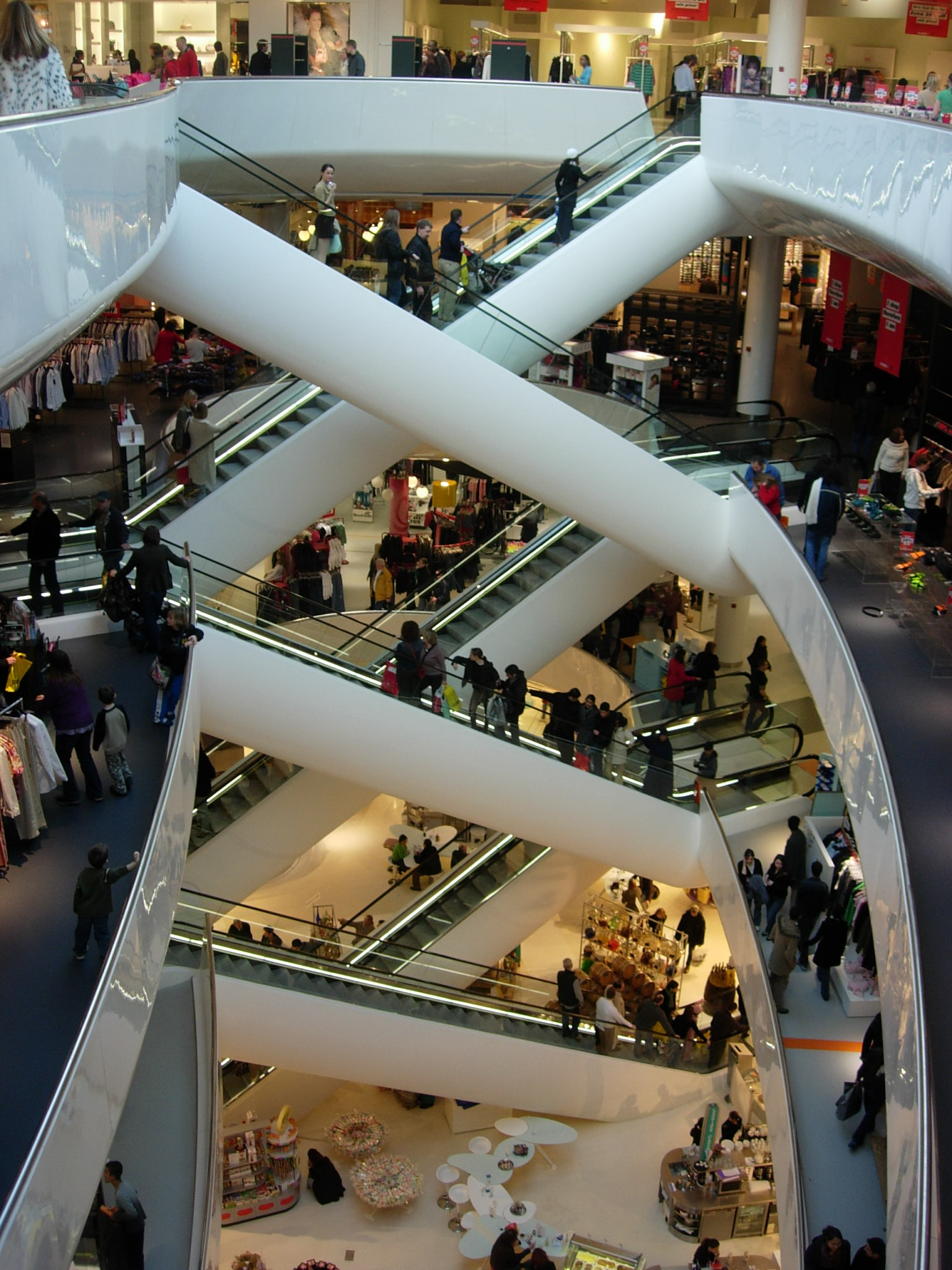
راه‌پله داخلی